# Antonio Ponz
Œuvres principales
Voyage en Espagne, Voyage hors d'Espagne

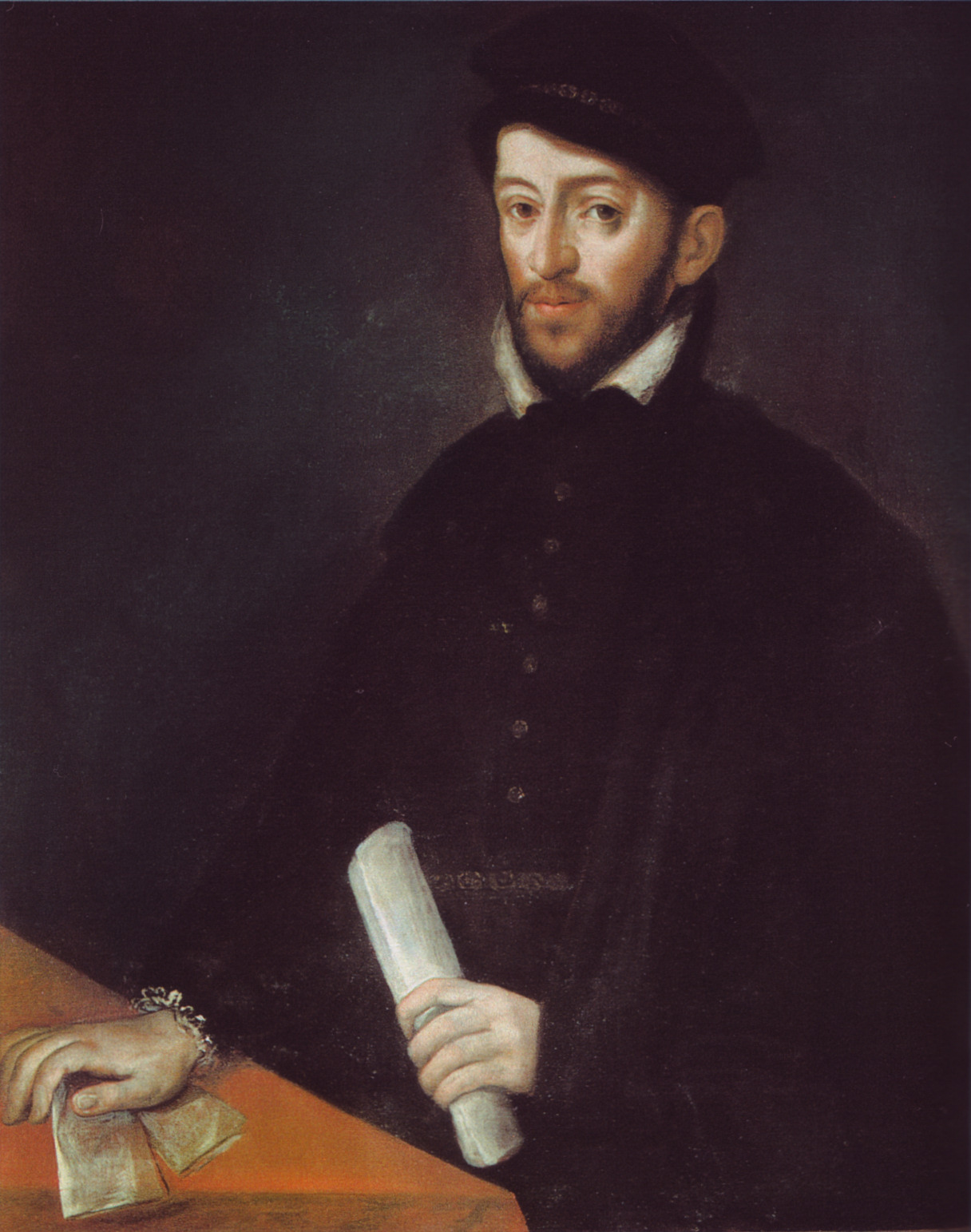
Portrait d'Antonio Pérez, secrétaire de Philippe II par Antonio Ponz, Monastère de l'Escurial.

Antonio Ponz Piquer (Bejís, Castellon, 1725 - 1792) est un écrivain et voyageur des Lumières en Espagne.

## Biographie
Il reçut une formation très complète, humaniste, artistique et théologique à Segorbe, à l'université de Valence, Gandia et à l'École des trois arts de Madrid. Il résida en Italie de 1751 à 1760, où il approfondit ses connaissances artistiques. Il y connut Pedro Francisco Jiménez de Góngora y Luján, duc d'Almodóvar, qui devint directeur de l'Académie royale d'histoire (1792-1794) et se lia d'amitié avec Anton Raphael Mengs. Avec Johann Joachim Winckelmann, il approfondit ses connaissances en art classique et Francisco Pérez Bayer l'instruisit de l'histoire. Il s'établit à Rome, visita Naples en 1759 et découvrit les ruines de Pompéi et d'Herculanum.
En 1773 il fut reçu à l'Académie royale d'histoire et en 1776 secrétaire de l'Académie royale des beaux-arts de San Fernando. Il fut également membre de la Société royale basque et économique de Madrid.
Antonio Ponz fut une figure essentielle de la politique culturelle de la monarchie des Bourbons, il travailla à la compilation des œuvres et des reliques de la bibliothèque du monastère de l'Escurial, dont il compléta les galeries par des portraits et copia certains maîtres italiens.

## Voyages

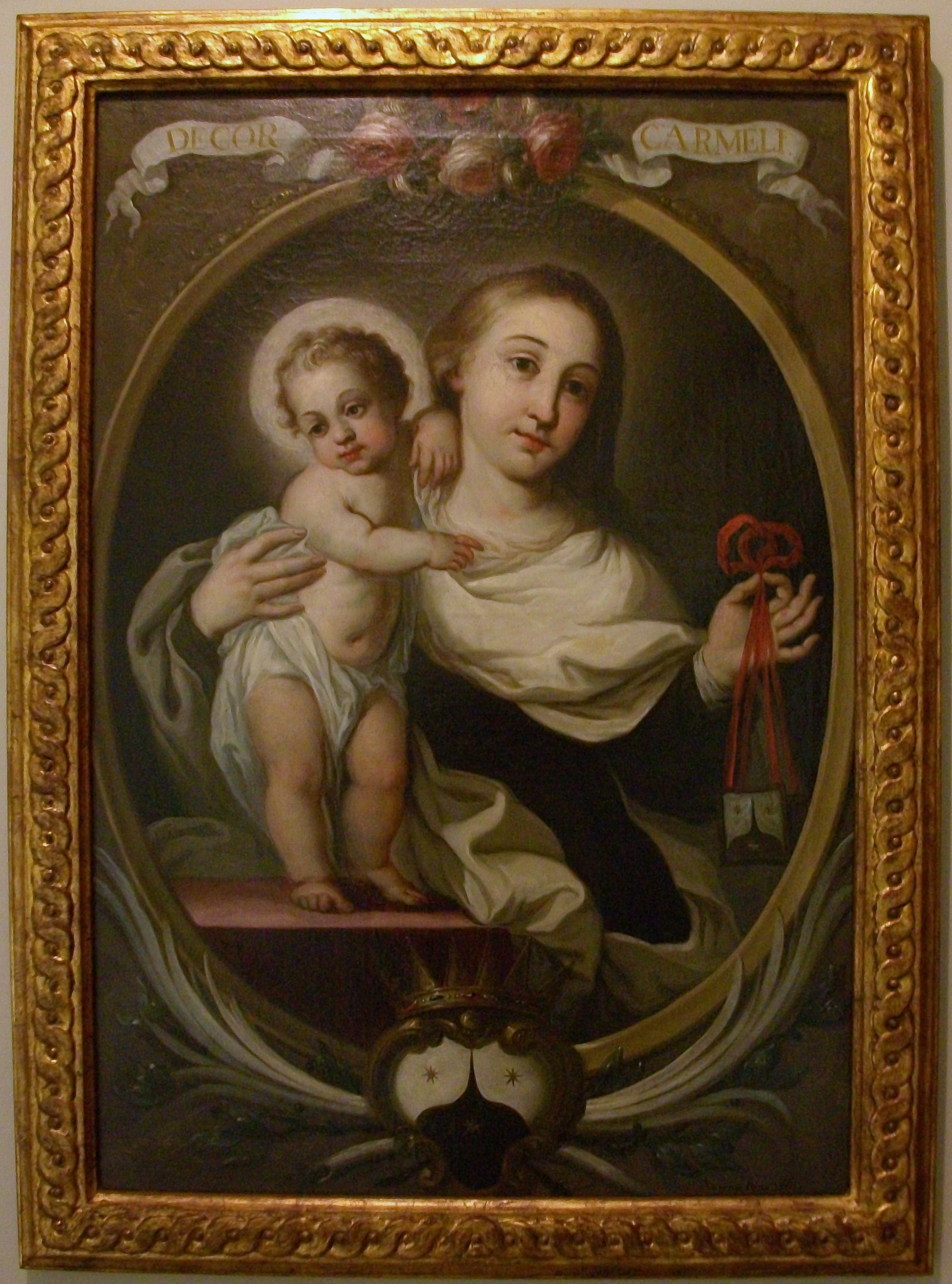
Mare de Déu del Carme, Antonio Ponz, Musée des Beaux-Arts de Valence.

### Voyage en Espagne
Il réalisa à la demande de Campomanes un voyage autour de l’Espagne pour inspecter les biens artistiques en Andalousie qui avaient appartenu à la Compagnie de Jésus, récemment expulsés par Charles III d’Espagne (1767). Après l’avoir réalisé, Antonio Ponz publia son Voyage en Espagne, ou Lettres qui informent des choses les plus appréciables et dignes d’être connues en 17 volumes de formes épistolaires qui commencèrent à être imprimées en 1772 par Joaquín Ibarra, bien que l’auteur, par précaution, publia les deux premiers avec un nom d’emprunt. Son neveu, José Ponz, ajouta, à la demande du duc d’Almodovar, d'Eugenio de Llaguno et de Francisco Pérez Bayer entre autres, un dix-huitième et dernier volume qui avait été laissé inachevé, et qui fut imprimé en 1794, à Cadix, Malaga et autres villes d’Andalousie.
Cette œuvre offre non seulement un inventaire des monuments, et une documentation sur la conservation du patrimoine artistique, pictural, sculptural et architectura des œuvres d’art que contempla Ponz au cours de son voyage, mais également leur description d’un point de vue marqué par les Lumières et le néoclassicisme ainsi qu’une vision beaucoup plus large qui touche aux multiples aspects de la réalité sociale du pays de cette époque, bien que restant de portée inférieure à celle d'Eugenio Larruga (es). Certains de ces tomes furent publiés jusqu’à 13 fois. On note de cette œuvre que son auteur n’aimait pas la situation des campagnes qui étaient dépeuplées et mal exploitées ; il montre que les marchés intérieurs étaient mal desservis. Il perçut également une certaine crise de la création artistique, en comparaison à d’autres époques plus brillantes, comme la seconde partie du XVIe siècle et la première du XVIIe siècle. Il tenait en horreur les excès du baroque postérieur. Pour récompenser ses travaux Charles III lui obtint des rentes ecclésiastiques du Prestamera de Cueva, de l’évêché de Tolède, et usa de son influence pour qu’on lui concède le secrétariat de l’académie des Beaux-arts de San Fernando (1776)

### Voyage hors d'Espagne
En 1785, il publia le Voyage hors d’Espagne, témoignage de sa traversée d’Europe en 1783 avec le double objectif de défendre l’Espagne des critiques des voyageurs et philosophes étrangers et de contribuer à la réforme économique, sociale et artistique. Ce voyage reflète ces objectifs. D’un point de vue à la fois critique et admiratif, on sent chez lui les ombres et les lumières de la France pré révolutionnaire et le dynamisme économique et social de la Grande-Bretagne, les libertés politiques, intellectuelles, religieuses des Provinces-Unies et les souvenirs du passé hispanique du sud des Pays-Bas. Bien qu’il se concentre principalement sur la description artistique, il inclut des réflexions sur l’économie, la vie sociale et religieuse, et surtout, sur la politique de tous les territoires visités.
Étant un réformiste modéré, absolument pas partisan des grandes ruptures, l’auteur défend d’une part l’implication de la noblesse, au moyen du développement économique et du mécénat dans le progrès du pays, et d’autre part évite les références à la sociabilité et à la vie quotidienne. Du point de vue artistique, il parle au nom du « bon goût » néoclassique à des lecteurs choisis, et perçoit l’importance croissante du public et du marché dans le monde des arts. Du point de vue religieux et politique, il rejette avec horreur les libertés anglaises et hollandaises, sans avoir l’intuition de l’éminence de la tempête révolutionnaire française.
Il se plaît à s’appeler « modernaire », s’opposant ainsi à d’autres personnes ayant voyagé à l’étranger comme Gaspar de Molina y Saldívar (es), marquis d’Ureña, ou Leandro Fernández de Moratín ; il incarne une figure disciplinée de ces Lumières espagnoles, contenues et respectueuses de l’Église, de la monarchie et de l’État.

## Œuvre
- Voyage en Espagne, ou Lettres qui donnent des nouvelles des choses les plus appréciables et dignes d’être sues, Ibarra Imprimeur, Madrid, 1772-1794, 18 volumes:
  - Tome I: Madrid, Tolède, Aranjuez, Alcalá de Henares, Guadalajara, Huete.
  - Tome II: Madrid, Escurial, Guisando.
  - Tome III: Cuenca, Madrid, Arganda, Uclés, Huete, Requena, Valence, Chelva.
  - Tome IV: Valence, Segorbe, Murviedro, Játiva, Almansa.
  - Tome V: Madrid.
  - Tome VI: Madrid et sites royaux accessibles.
  - Tome VII: Madrid, Talavera de la Reina, Guadalupe, Talavera la Vieja, Plasencia, Yuste, Trujillo, Medellín, Las Batuecas, Las Hurdes, Plasencia.
  - Tome VIII: Plasencia, Béjar, Coria, Oliva[Laquelle ?], Alcántara, Cáceres, Mérida, Montijo, Badajoz, Jerez de los Caballeros, Fregenal, Zafra, Cantillana, Santiponce, Triana.
  - Tome IX: Séville.
  - Tome X: Alcobendas, Torrelaguna, Buitrago, San Ildefonso, Ségovie.
  - Tome XI: Cuéllar, Montemayor, Tudela, Valladolid, Palencia, Carrion de los Condes, Sahagún, León, Monzón, Aguilar de Campoo, Torquemada.
  - Tome XII: Burgos, Lerma, Aranda de Duero, Ampudia, Medina de Rioseco, Tordesillas, Medina del Campo, Salamanque, Alba de Tormes, Ávila, Ciudad Rodrigo.
  - Tome XIII: Hita, Sigüenza, Medinaceli, Calatayud, Molina de Aragón, Teruel, Caudiel, Villareal, Castellón de la Plana, Torreblanca, Alcalá de Chisvert, Benicarló, Peñíscola, Ulldecona, Tortosa, Tarragone.
  - Tome XIV: Barcelone, Mataró, Gérone, Montserrat, Martorell, Prena, Igualada, Solsona, Cervera, Lérida.
  - Tome XV: Saragosse, Daroca.
  - Tome XVI: Aranjuez, Ocaña, Valdepeñas, Consuegra, Ciudad Real, Almagro, Linares, Baeza, Úbeda, Jaén, Arjona, Bailén, Cordoue.
  - Tome XVII: Cordoue, Écija, Lucena, Carmona, Séville, Utrera, Jerez de la Frontera, Cadix.
  - Tome XVIII: Cadix, Chiclana, Puerto de Santa María, Medina Sidonia, Tarifa, Gibraltar, Ronda, Sanlúcar de Barrameda, Lebrija, Osuna, Antequera, Málaga, Alhama.
- Voyage hors d’Espagne, 1785, 2 vols. (Par les Pays-Bas, l’Angleterre, la Hollande, la Belgique et la France)

Les deux œuvres ont été rééditées ensemble au XXe siècle en deux éditions de 20 tomes.